# Merdans
Pour les articles ayant des titres homophones, voir Merdan (homonymie).
Le Merdans est une rivière française qui coule dans le département de l'Aveyron. C'est un affluent de l'Aveyron en rive droite, donc un sous-affluent de la Garonne par l'Aveyron puis par le Tarn. 

## Géographie
De 10 km de longueur, le Merdans prend sa source au sud du Massif central sur le Causse de Sévérac commune de Sévérac-le-Château dans le département de l'Aveyron dans le Parc naturel régional des Grands Causses et se jette dans l'Aveyron commune de Lapanouse.

## Départements et villes traversées
- Aveyron : Lapanouse, Sévérac-le-Château

## Principaux affluents
- le Vironcel (2 km)